# Permaculture
La permaculture est, à l'origine, une conception de l'agriculture et de l'horticulture durable fondée sur l'observation minutieuse des écosystèmes et des cycles naturels et leur imitation. C'est un mot-valise anglais formé à partir de « permanent (agri)culture » ; en français : « agriculture durable » ou « culture permanente ». Cependant l'expression « agriculture durable » a aujourd'hui pris un sens plus large.
Elle a été élaborée dans les années 1970 par le biologiste australien Bill Mollison et son élève David Holmgren. En 1981, Mollison reçoit le Right Livelihood Award pour son travail.
La notion de permaculture a progressivement été étendue à une conception systématique de l'environnement et à une éthique normative définissant des modes de vie et un fonctionnement de la société souhaitables.

En Europe, la permaculture est pratiquée aussi bien dans des jardins privés que dans des fermes de taille moyenne.

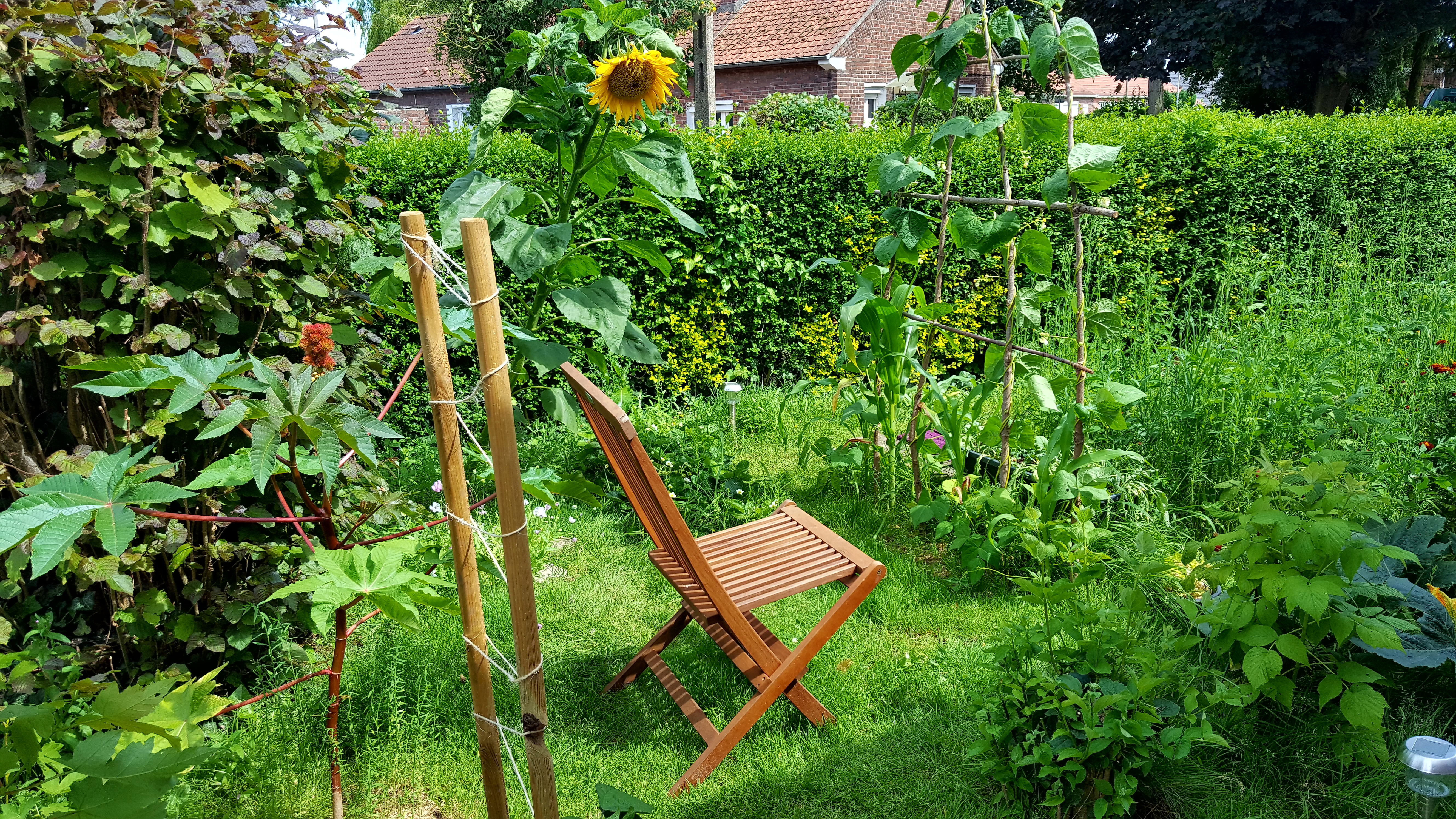
Jardin cultivé selon les principes de la permaculture dans le Nord de la France.

## Définition
La permaculture est, selon ses concepteurs  Australiens David Holmgren (biologiste) et Bill Mollison (essayiste), à la fois une science et un art de concevoir des écosystèmes régénératifs en s'inspirant du fonctionnement du vivant (biomimétisme ou écomimétisme). Elle rassemble à la fois une éthique, un ensemble de principes, ainsi que des outils méthodologiques permettant de concevoir tous types de systèmes, du petit potager familial à l'aménagement de bassins versants, en passant par des lieux de vie et des systèmes agronomiques. Pour Laura Centemeri, chargée de recherche au CNRS « en permaculture, il y a trois principes fondateurs : prendre soin des humains, prendre soin de la terre, partager équitablement les ressources. ».
Théorisée dans les années 1970 par Bill Mollison et David Holmgren, le terme « permaculture » signifiait initialement « agriculture permanente » (de l'anglais « permanent agriculture ») et faisait explicitement référence à la conception de systèmes agricoles. À partir des années 1990, sous l'impulsion de David Holmgren, il a été progressivement étendu pour signifier « culture de ce qui est permanent » dans le sens (sociologique) de pérenne ou viable. Avec ce sens étendu, la permaculture peut être appliquée à d'autres domaines.
La permaculture utilise entre autres des notions d'écologie, de systémique, de paysage, d'agriculture biologique, d'agroécologie, de biomimétisme, d'éthique, de philosophie et de pédologie. La permaculture invite à mettre ces aspects théoriques en relation avec les observations réalisées sur le terrain de façon harmonieuse.
Le terme est toutefois utilisé pour désigner la forme d'agriculture basée sur ces principes.

## Histoire

### Origine du mot
Le terme « permaculture » est un mot-valise. Il est issu de l'expression américaine « permanent agriculture » qu'utilisa l'agronome américain Cyril George Hopkins dans son livre de 1910 Soil Fertility and Permanent Agriculture. Franklin Hiram King (en) la reprit dans son livre de référence de 1911 Farmers of Forty centuries or Permanent Agriculture in China, Korea and Japan. L'expression « permanent agriculture » sous-entend des méthodes culturales qui permettent aux terres de maintenir et développer leur fertilité naturelle. En 1929, Joseph Russell Smith a résumé sa longue expérience de cultures pour l'alimentation humaine et animale avec des fruits et des noix dans le livre Tree Crops: a permanent agriculture.
Le terme « permaculture » lui-même a été utilisé pour la première fois par Bill Mollison et David Holmgren dans leur livre Permaculture One paru en 1978.

### Influences
L’Australien Percival Alfred Yeomans introduisit dans les années 1950 la méthode des contours (« Keyline Design ») (en) comme méthode d’approvisionnement et de distribution en eau d’un site. Cette approche de l'aménagement influença fortement les fondateurs de la permaculture.
Jusqu'à ce que Bill Mollison rencontre Masanobu Fukuoka en 1973 et lise son livre La révolution d'un seul brin de paille (1975, traduit en anglais en 1978), il se demandait comment intégrer de manière satisfaisante les céréales et les légumineuses dans la permaculture. Les travaux du Japonais en agriculture naturelle le mirent sur la voie. Il avait réussi notamment la culture du riz et de l'orge sans travail du sol (sous une couverture permanente de trèfle blanc), sans désherbage mécanique, sans engrais préparé et sans pesticide, tout cela avec des rendements égaux et parfois supérieurs à ceux de l'agriculture chimique. Bill Mollison, dans son second livre Perma-Culture 2, fait doublement référence à Fukuoka : il s'appuie sur ses travaux agricoles, mais le cite aussi en introduction comme celui ayant le mieux énoncé la philosophie de la permaculture.
Howard T. Odum eut aussi une influence importante, surtout pour David Holmgren : le travail d’Odum a surtout porté sur l’écologie des systèmes, en particulier le principe de puissance maximum, duquel découle l'idée cardinale que les écosystèmes tendent à optimiser l'utilisation de l'énergie.
Une autre influence précoce est due aux expériences et ouvrages de Ruth Stout aux États-Unis et d’Esther Deans en Australie, pionnières des méthodes de culture sans travail du sol.
Mais l'idée est beaucoup plus ancienne, ainsi que le décrit Christophe Gatineau dans son ouvrage Aux sources de l'agriculture, la permaculture : illusion et réalité. Il explique qu'aux XVIIe et XVIIIe siècles sont déjà publiés des ouvrages de précurseurs de la permaculture. Ainsi, L'Agronome, ou dictionnaire portatif du cultivateur de Pons Augustin Alletz mentionne dès 1760 que :

« C’est une chimère que de prétendre donner une méthode d'Agriculture générale : il en faudrait une différente pour chaque province ou chaque canton ; car chaque province ne doit travailler à perfectionner que ce qu'elle possède, et ne faire d'essais que sur les productions analogues à son terroir. »

Il explique également : « … C'est donc une nécessité pour le progrès de l'Agriculture de ne suivre que des exemples tirés d'un terrain, qu'on sait être semblable à celui qu'on veut fertiliser. ». Chaque province ne doit travailler à perfectionner que ce qu'elle possède. Cette diversité s'oppose à l'uniformité et à la mondialisation des pratiques et des savoir-faire agricoles, ajoute l'auteur de cet essai. À cette époque l'agriculture n'est pas un ensemble de techniques mais un « art » à part entière (une méthode globale cohérente).

### Mollison et Holmgren: cofondateurs de la permaculture
Au milieu des années 1970, les Australiens Bill Mollison et David Holmgren commencèrent à développer des idées pouvant être utilisées pour créer des systèmes agricoles stables. Ce travail résultait de leur perception d’une utilisation toujours plus importante de méthodes agro-industrielles destructrices qui polluaient l’eau et la terre, réduisaient la biodiversité et érodaient des millions de tonnes de terres auparavant fertiles. Une approche appelée « permaculture » fut leur réponse et fut rendue publique pour la première fois avec la publication en 1978 du livre Perma-Culture 1, une agriculture pérenne pour l'autosuffisance et les exploitations de toutes tailles.
Le terme permaculture signifiait initialement « agriculture permanente » mais fut, plus tard, étendu à « culture permanente » pour intégrer les aspects psychosociaux et pédagogiques nécessaires à la durabilité d'un système,.
Après la publication de Permaculture One, Mollison et Holmgren affinèrent et développèrent leurs idées par l'application de leur méthode. Selon Holmgren, ils mirent en œuvre « la conception consciente de paysages qui miment les modèles et les relations observés dans la nature, visant à obtenir une production abondante de nourriture, de fibres textiles et d’énergie pour satisfaire les besoins locaux ». Cette information est structurée dans des livres plus détaillés, à commencer par Permaculture 2. Mollison enseigna dans plus de 80 pays et son cours certifié de 72 heures fut suivi par des centaines d’étudiants. La permaculture vise à ce que le plus grand nombre d'individus se l’approprie, c’est pour cela que les principes de conception en permaculture sont le prolongement de la position qui veut que « la seule décision éthique est de prendre la responsabilité de notre propre existence et de celle de nos enfants ».
À partir du début des années 1980, le concept avait évolué et était passé d’un système de conception de systèmes agricoles à un processus plus holistique de conception de sociétés humaines jugées durables. La permaculture se développe rapidement dans le monde avec la création d'instituts, de revues et de projets d'aide au développement avec Declan Kennedy en Allemagne, Robyn Francis en Australie et Rosemary Morrow dans de nombreuses contrées.
En 1991, un documentaire en quatre parties d’ABC production, intitulé The global gardener, montrait la permaculture appliquée à différentes situations à travers toute la planète, portant le concept à l’attention d’un public plus large.
Le formateur anglais en permaculture Patrick Whitefield, suggère qu’il y a deux mouvements de permaculture : la permaculture originelle et la permaculture de design.
- La permaculture originelle (agriculture permanente) est la conception consciencieuse et la gestion de systèmes agricoles productifs qui possèdent les caractéristiques de diversité, de stabilité et de résilience des écosystèmes naturels. C'est l'intégration harmonieuse de l'homme dans son environnement pour qu'il puisse en retirer ce qui lui est nécessaire, la nourriture, l'énergie, le logement, ou plus généralement tout ce dont il a besoin de matériel ou non pour vivre de manière soutenable.
- La permaculture de design (conception de systèmes naturels) considère les connexions dans un écosystème ainsi que son fonctionnement, et en déduit des principes d’efficacité énergétique applicables à tous les types de systèmes humains (transport, société, agriculture…). À travers une observation minutieuse des énergies naturelles, des systèmes de design efficaces peuvent être développés[29].

## Philosophie et éthique
La permaculture est une philosophie portée à la connaissance du grand public par différents praticiens de cette dernière, lesquels ont écrit à propos de ses principes fondamentaux. 
Au Japon, Masanobu Fukuoka, en 2005, dans "La révolution d'un seul brin de paille" y mentionne, par le biais de paraboles philosophiques, l'aspect révolutionnaire et donc engagé relativement au concept de souveraineté alimentaire, à titre d'exemple. En effet, il y déroule les réflexions qui ont été les siennes alors qu'il vivait dans une forme d'autarcie dans une ferme, laquelle recevait des élèves. Certains passages de l'ouvrage constituent des dialogues, à la manière des dialogues de Socrate. Il y explique ainsi, notamment, le titre de cet ouvrage - dont la préface décrit le contenu philosophique et pratique - avec une parabole qui, en paraphrasant, indique que le brin de paille seul casse facilement, alors que des brins de pailles par dizaines, rassemblés en botte, sont incassables. 
Extrait de la préface : "Les lecteurs qui attendent de ce livre qu'il ne parle que d'agriculture seront surpris de découvrir que c'est aussi un livre sur l'alimentation, la santé, les valeurs culturelles, les limites de la connaissance humaine. D'autres lecteurs qui seront venus à ce livre pour avoir entendu parler de sa philosophie, seront surpris de le trouver rempli de connaissances pratiques sur la culture du riz et des céréales d'hiver, des agrumes et des légumes dans une ferme japonaise. (...)".
En France, Pierre Rabhi la fera connaître par un procédé similaire : la pratiquer et proposer des paraboles philosophiques au grand public, notamment dans son ouvrage "Vers la sobriété heureuse".
Nelly Pons, également, dans "Océan plastique" et "Débuter son potager en permaculture" y indique les liens complexes qu'elle entretient avec la pensée moderne, qu'Edgar Morin nomme "la pensée complexe", ainsi que quelques pratiques rurales lesquelles sont mises en lien avec des pratiques urbaines.
La permaculture s'appuie sur une éthique. C'est un ensemble de valeurs fondamentales qui gouvernent la réflexion et l'action.
L'éthique de la permaculture peut être résumée ainsi :
- prendre soin de la nature (les animaux, les sols, les forêts, l’eau, etc.) ;
- prendre soin de l’humain (soi-même, la communauté et les générations futures) ;
- partager équitablement (considérer les limites planétaires, limiter la consommation et partager le surplus).

## Principes

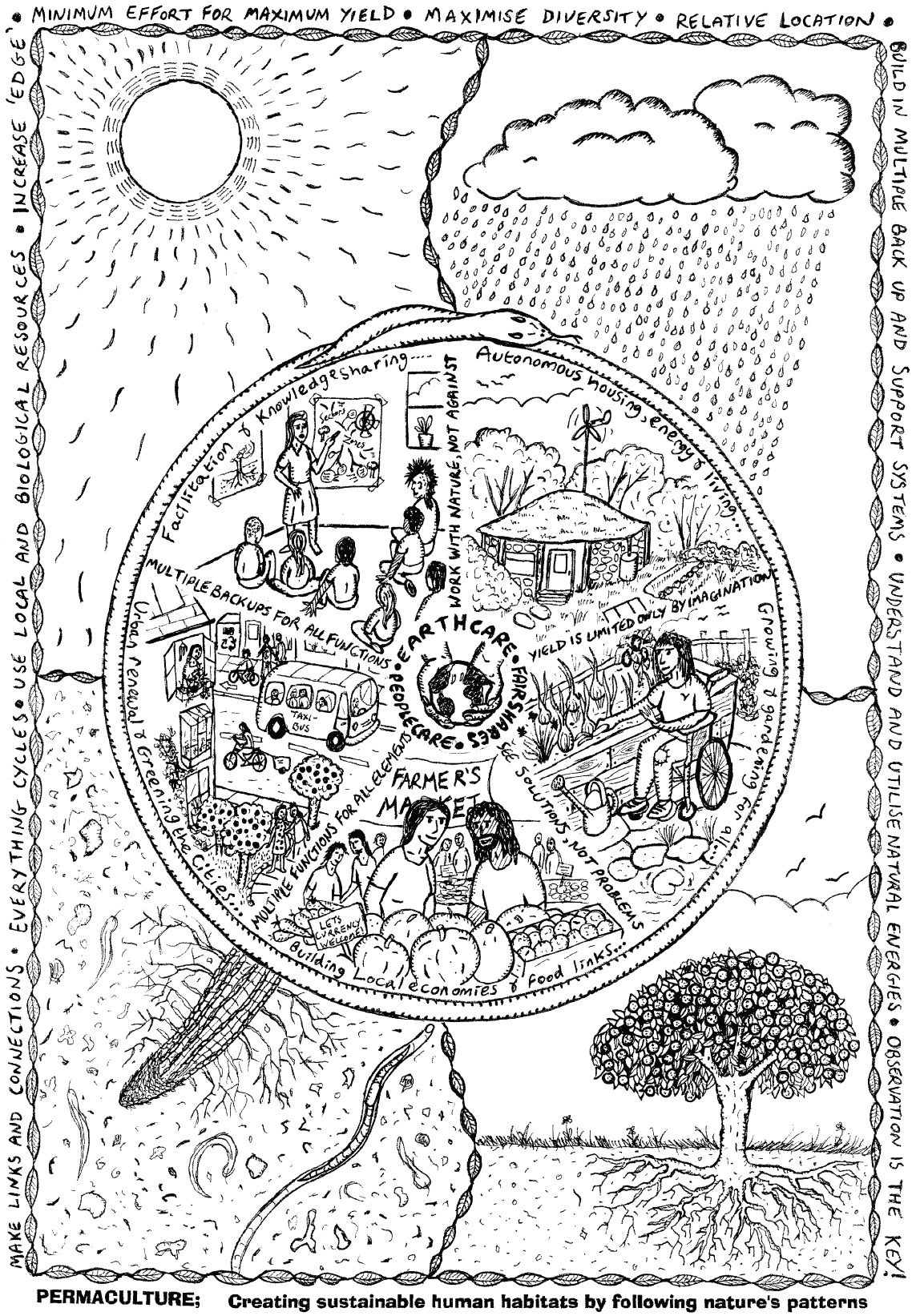
Ce mandala de la permaculture résume les principes de la permaculture.

La permaculture repose sur l’observation minutieuse de l’efficacité des écosystèmes naturels pour en tirer des principes directeurs universels. Chaque pratiquant de la permaculture, ou permaculteur, peut ajouter de nouveaux principes qui enrichissent ceux des origines (en particulier ceux de Bill Mollison et de David Holmgren).
Parmi ces principes, tirés de l'observation de systèmes naturels résilients, on peut citer :
- favoriser la diversité ;
- valoriser les bordures ;
- observer et interagir ;
- capter et stocker l'énergie ;
- obtenir une production ;
- appliquer l'autorégulation et accepter la rétroaction ;
- favoriser les ressources renouvelables ;
- les déchets des uns sont les ressources des autres ;
- intégrer plutôt que séparer ;
- travailler avec la nature ;
- le problème est la solution ;
- chaque élément remplit plusieurs fonctions ;
- chaque fonction est remplie par plusieurs éléments ;
- prendre la responsabilité de sa propre vie…

La permaculture est une manière d’appréhender un écosystème dans sa globalité, d’observer les interactions entre ses composants, et de chercher à y intégrer les activités humaines dans le respect des processus naturels. Elle suppose le respect de la nature, par exemple par la réduction des déchets et le remplacement des biocides par des moyens de contrôle naturels. Elle peut s'appliquer aussi bien au réaménagement d’une vaste zone industrielle que d’une ferme individuelle.
La permaculture constitue un mode de pensée et une vision du monde qui pour certains va au-delà des seules pratiques de production agricole.
« La permaculture, c’est aider les gens à faire des choix de re-design : fixer de nouveaux buts et apporter un changement dans la manière de penser qui affectent non seulement leurs actions chez eux, mais également leurs actions sur leur lieu de travail, leurs emprunts et leurs investissements » (April Sampson-Kelly d'après Michel Fanton ). Des exemples incluent l’emploi de solutions complexes de transport, une utilisation optimale des ressources naturelles comme l’énergie solaire.

### Aménagement de l'espace

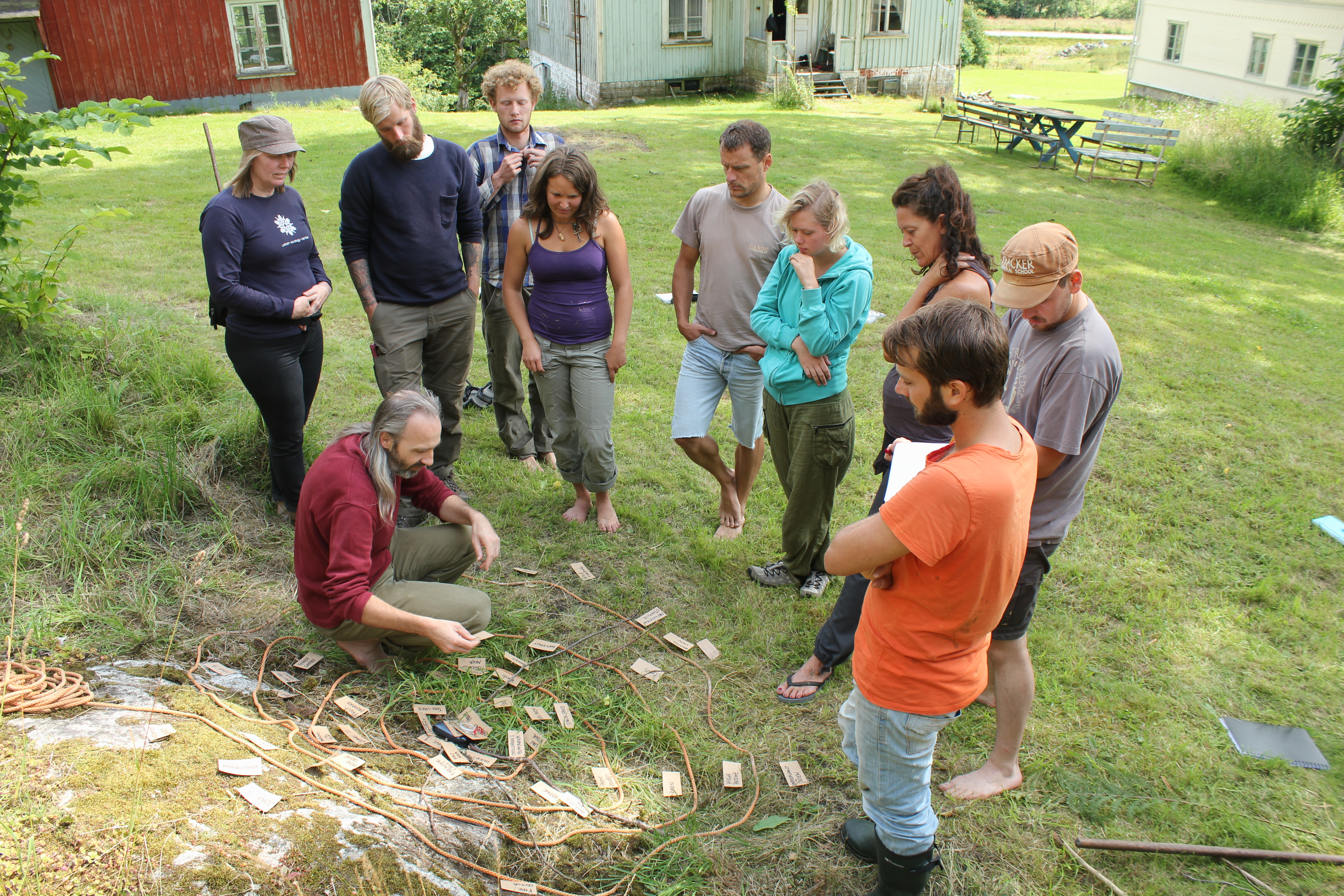
Une illustration du concept de zonage en cercles concentriques

L’aménagement de l'espace, ou zonage, est fondamental pour la permaculture. Certains auteurs font écho à cette approche, en architecture par exemple. Il suppose l'observation et la compréhension de zonages existants dans la nature.
Le concept de zonage en permaculture a une source prestigieuse avec l'économiste Allemand Johann Heinrich von Thünen qui théorisa l'aménagement de l'espace en cercles concentriques où la mise en valeur d'un espace est fonction de sa distance avec le centre. Plus la zone est éloignée de ce centre, et plus la viabilité économique de certaines productions diminuera. Si ce centre est la ville pour von Thünen, c'est souvent la maison en permaculture. Il convient de noter qu'en permaculture, ce n'est pas tant la viabilité économique que la moindre utilisation de l'énergie qui conduit à l'organisation de l'espace.

Schéma du zonage en cercle.

Ainsi, les zones de permaculture sont définies selon leur fréquence d'utilisation, c'est-à-dire la fréquence des déplacements nécessaires pour y accéder. Il est traditionnellement fait référence à 5 ou 6 zones, selon que l'on décrive la maison comme une zone en soi ou non. Les zones moins fréquemment récoltées ou visitées étant situées plus loin. Ces 6 zones sont[réf. nécessaire] :
- zone 0 : la maison elle-même ;
- zone 1 : le jardin et les éléments nécessitant une attention quotidienne et soutenue ;
- zone 2 : le verger et la basse-cour ;
- zone 3 : les pâturages et les céréales. Cette production tend à être plus orientée vers la vente ;
- zone 4 : les pâtis et les bois. Cette zone est souvent laissée aux plantes indigènes ;
- zone 5 : espace sauvage. L'intervention humaine se limite à la récolte de plantes utiles spontanées.

Ce zonage peut rappeler celui qui existait au Moyen Âge dans les régions d'openfield. Voir Organisation communautaire au Moyen Âge. Il est repris, de façon simplifiée, dans le Jardin à trois zones de Markus Gastl.

### Une méthode concrète
Cette section ne s'appuie pas, ou pas assez, sur des sources secondaires ou tertiaires indépendantes du sujet. Le texte peut contenir des analyses inexactes ou inédites de sources primaires.
Pour l'améliorer, ajoutez-en, ou placez des modèles {{Source secondaire souhaitée}} ou {{Source secondaire nécessaire}} sur les passages mal sourcés. (septembre 2023)
Obredim (acronyme anglais pour observation, boundary, resource, evaluation, design, implementation et maintenance) est une méthode d'ingénierie permettant de démarrer un projet concret de permaculture.
- l’'observation permet de récolter des informations qui servent à comprendre le fonctionnement naturel de l'écosystème local. L'observation d'un site sur une année entière permet de considérer de multiples facteurs : la topographie, les cycles biologiques de la faune, de la flore et du sol, les vents et leurs caractéristiques, l'écoulement des pluies et leur densité, l'ensoleillement et les ombres, le débit des cours d'eau, etc.
- Les limites (boundaries) sont aussi bien matérielles (limites géographiques ou financières), qu'immatérielles (compétence, législation, etc.).
- Les ressources incluent les personnes impliquées, les finances, ce que vous pouvez faire pousser ou produire dans le futur, ce que vous voulez voir et faire sur le site.
- L’évaluation de ces trois premières étapes vous permet de préparer les trois suivantes. C’est une phase ou l’on prend en considération toutes les choses à portée de main avec lesquelles on va travailler, existantes ou que l’on souhaite avoir, et où l’on regarde en détail leurs besoins spécifiques, afin d’identifier ses propres besoins en termes d’information.
- La conception (design) est toujours un processus créatif et intense et l’on doit utiliser au maximum ses capacités à voir et à créer des relations synergiques entre tous les éléments identifiés dans la phase ressources.
- La mise en œuvre (implementation) est littéralement la première pierre posée à l’édifice, quand on aménage soigneusement le site en fonction de l’agenda décidé.
- La maintenance est nécessaire pour garder le site à son maximum de santé, en faisant des ajustements si nécessaire.

Une bonne conception évite d'avoir à recourir à des ajustements majeurs. L'observation doit se poursuivre tout au long du projet permaculturel. Pour inclure ce besoin d'observation et d'adaptation continue, l'approche Obredim a été étendu à deux étapes supplémentaires la re-evaluation et le tweaking pour devenir obredimet.

## Applications de la permaculture

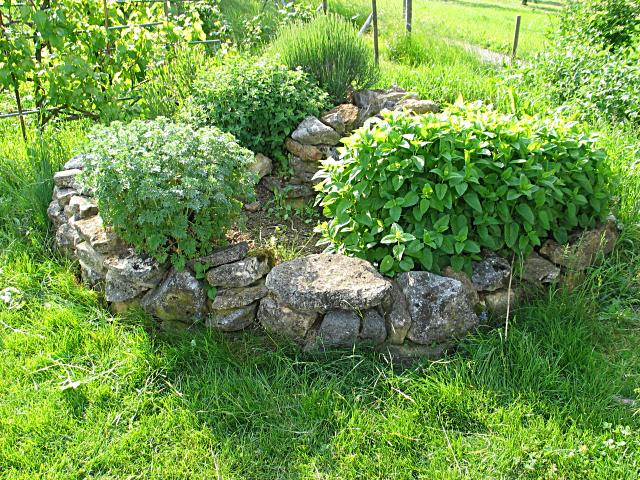
L'optimisation des cultures est recherchée, plutôt que leur maximisation à tout prix, ici une spirale d'aromatiques en début d'été.

### Agriculture
L’agriculture est chronologiquement le premier objet de la permaculture et donc le plus étudié. Il existe une grande diversité d'approches différentes pour l'agriculture en utilisant la permaculture du simple fait qu'il existe une très grande variété de territoires et de climats. Toutefois, ce qui unit ces différentes pratiques est la recherche de la soutenabilité énergétique. C'est bien l'efficacité énergétique qui est toujours recherchée, que cela soit en évitant un travail inutile, faire d'un déchet une ressource, valoriser les services gratuits rendus par les écosystèmes, ou encore réduire les consommations et les déplacements.
Les praticiens agricoles de la permaculture pratiquent de fait une agriculture biologique et n'utilisent pas d'intrants chimiques, issus pour la plupart de l'industrie pétrochimique. En permaculture, on pratique presque systématiquement le non labour afin de ne pas détruire la pédofaune (ou faune du sol) et de ne pas oxyder le complexe argilo-humique, garant d'une bonne fertilité du sol. Cette simplification permet également de réduire ou supprimer la pénibilité du travail et l'investissement que représentent les labours. La permaculture centre son approche sur l'arbre et la forêt. Ceci se traduit, par exemple, par la revalorisation des haies en bordure des cultures et des bocages comme garant de la biodiversité et de la limitation de l'érosion éolienne.
L’écologue Robert Harding Whittaker a montré qu’un écosystème naturel mature est largement plus productif que n’importe quel système humain de production de nourriture. La productivité primaire nette d'une forêt tempérée caduque est deux fois celle d'une terre cultivée moyenne (1 200 g/m2/an (gramme de matière sèche par mètre carré et par an) contre 650 g/m2/an), du fait d'une utilisation de l’énergie, de l’eau et des nutriments beaucoup plus efficace que celle de l'agriculture dite conventionnelle). La permaculture s’est donc orientée vers la recherche de la mise en place d’agroécosystèmes productifs s’inspirant du fonctionnement des écosystèmes naturels. L’agriculture naturelle de Masanobu Fukuoka ou les travaux sur la sélection de céréales pérennes du land institute de Wes Jackson en sont de bons exemples. La ferme du Bec-Hellouin a poussé cette intensification à son maximum avec sa méthode nommée écoculture.
Les frères de la Communauté Saint-Jean, religieux catholiques, pratiquent la permaculture à la suite de l'appel du pape dans l'encyclique Laudato si’ de 2015. Afin de prendre soin de la nature et de l'humanité, ils ont mis en place une académie pour une écologie intégrale.

#### Forêt, source d'inspiration majeure

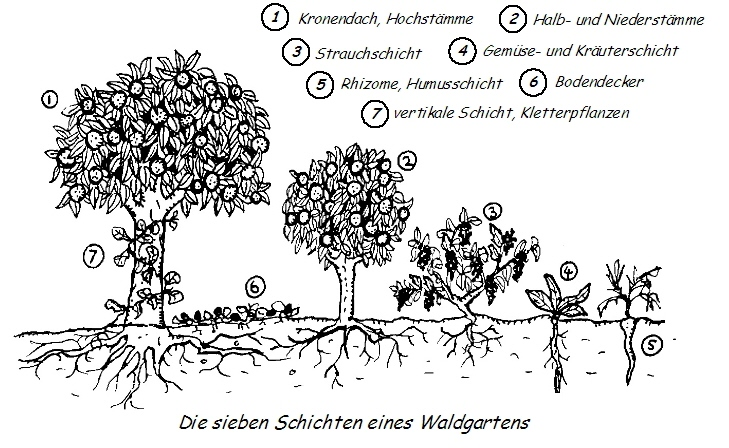
La recherche d’autosuffisance dans un petit espace passe par l'utilisation de plusieurs strates, ici à l'imitation des strates forestières dans un jardin-forêt.

Du fait que les écosystèmes naturels sont supposément plus productifs que les systèmes de production humains, la permaculture s'attache à utiliser les modèles d'écosystèmes naturels et à s'en rapprocher autant que possible. Un des modèles fondamentaux est celui de la forêt, composé de sept strates :
1. la canopée ;
2. la couche des arbres intermédiaires (fruitiers nains) ;
3. les arbustes ;
4. les herbes annuelles ;
5. les plantes de couverture ;
6. la rhizosphère ;
7. la strate verticale (lianes, vignes) ;
8. la mycosphère.

L'efficacité productive supposée des systèmes forestiers pousse certains pratiquants de la permaculture à recréer des forêts en y introduisant des plantes utiles. On parle de jardin-forêt et aussi d'agroforesterie. À Mouscron en Belgique, Gilbert Cardon a réalisé en ville un jardin forêt avec plus de 2000 arbres sur 1 800 mètres carrés. Martin Crawford a conçu une forêt-jardin de 2 acres (environ 8 500 mètres carrés) à Dartington en Angleterre.
Cette pratique ancienne serait particulièrement adaptée au milieu tropical. Elle connait notamment une revalorisation importante depuis que la communauté scientifique s'y est intéressée à partir des années 1970.
D'autres approches de la permaculture se focalisent sur la pédologie forestière. Dans ce cas, l'accent est mis sur la création d'humus (ou humification) et à la couverture permanente du sol par paillage (parfois aussi appelé mulch) comme dans les écosystèmes naturels forestiers, où feuilles, branchages et autres déchets forment une litière permanente. Dans ce cas, la présence formelle d'arbres n'est pas nécessaire, comme dans les pratiques du jardin autofertile (autrement appelé synergétique) d'Emilia Hazelip qui elle-même s’inspirait beaucoup des travaux de l’agriculteur Japonais Masanobu Fukuoka, fondateur de l’agriculture naturelle, ou dans les pratiques agricoles à base de BRF (Bois raméal fragmenté) développées notamment par Gilles Lemieux au Québec.
Le modèle forestier est aussi particulièrement valorisé en permaculture pour sa résilience écologique et son efficacité à lutter contre les problèmes d'érosion du fait d'une couverture végétale et d'un développement racinaire permanent retenant le sol.

#### Biodiversité

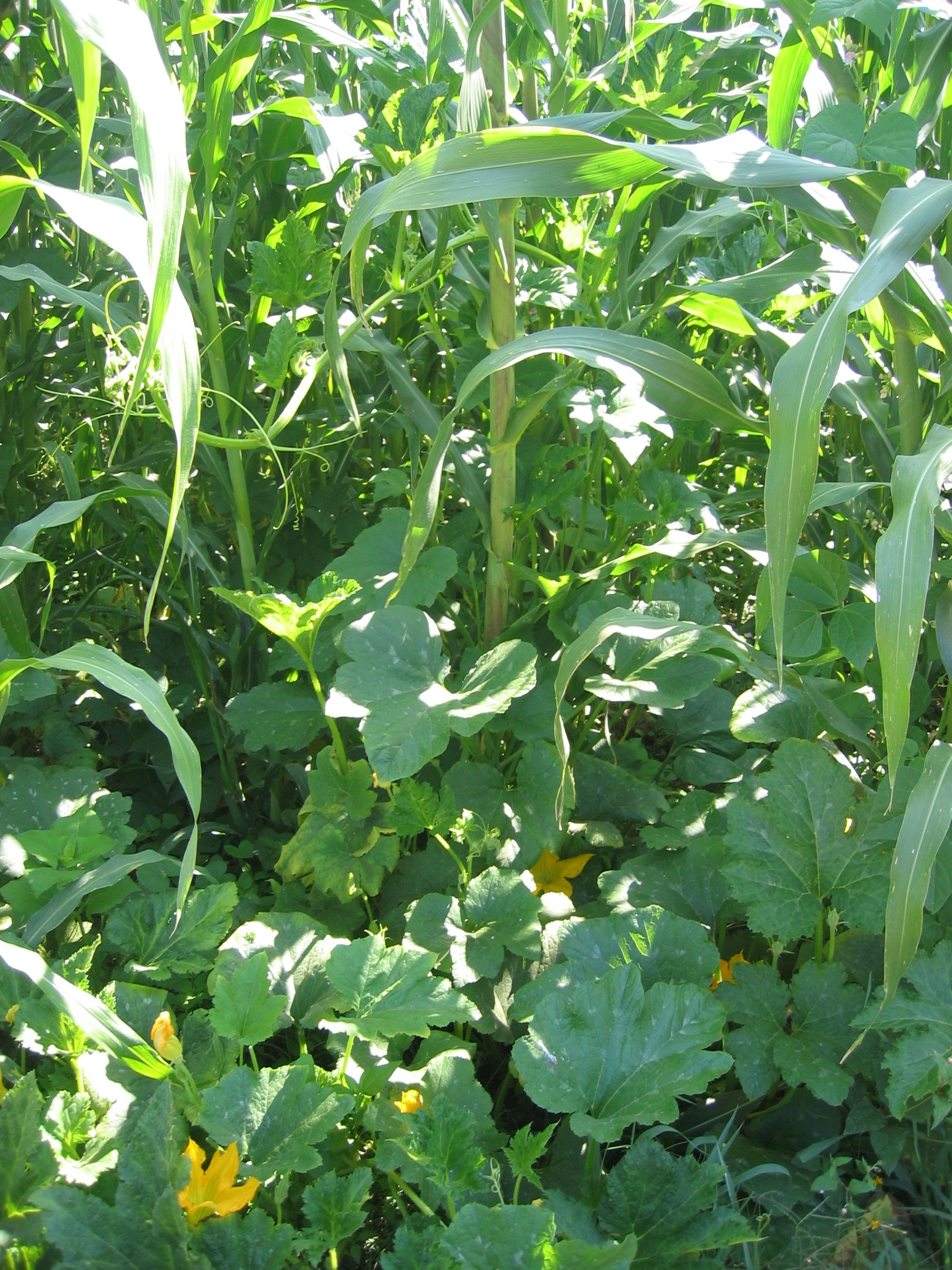
Association traditionnelle de maïs, haricot et courge au Mexique.

Le principe de ces écosystèmes est qu'ils mettent en œuvre un équilibre évolutif dans l'association des espèces des différents règnes qui y vivent. Un exemple universel est l'association des racines et des champignons (rhizosphère) : les champignons fournissent des sels minéraux puisés dans le sol en échange des sucres provenant de la plante,.
En pratique on favorise la diversité dans les aménagements agricoles. Les cultures sont donc conduites au minimum selon le principe de la polyculture. Bien plus, on recherche constamment les meilleures associations culturales et les compagnonnages de plantes. En cela, la permaculture s'oppose à l'agriculture intensive en partie tournée vers les monocultures.
Par exemple, la permaculture valorise les associations culturales traditionnelles qui ont montré leur efficacité comme la culture de la courge avec le maïs et le haricot (technique des trois sœurs ou milpa). Encore pratiquée couramment, en Amérique centrale et du Nord notamment, elle est efficace car, sur une surface réduite, le haricot permet de fertiliser le sol en fixant l'azote de l'air au niveau des nodosités à rhizobiums de ses racines, le maïs quant à lui fournit un tuteur pour le haricot, et les feuilles de la courge couvrent le sol et en conservent l'humidité.
De même, les synergies entre espèces différentes sont fréquemment utilisées. De nombreux compagnonnages sont possibles : poireau avec fraisier, pomme de terre et ail, navet et laitue… Ces associations bénéficient ainsi de plusieurs effets : fertilisation par fixation d'azote, protection contre des nuisibles, utilisation optimale de l'espace tant aérien que racinaire, etc.

#### Agriculture de conservation, agroforesterie
La permaculture a pour objet d'obtenir un sol vivant permettant la fixation du carbone, à terme de se passer du travail du sol (semis direct sur couverture végétale), à nourrir le sol (et non la plante) en accumulant sur le sol une litière qui fait office de mulch et de nourriture pour le sol. En sous-sol le carbone amené par les racines des plantes pérennes (agroforesterie) ou annuelles (intercultures en agriculture de conservation). Les racines fines meurent selon des cycles réguliers et forment de l'humus. Le sol étant vivant car constamment nourri par des apports de matières organiques réguliers, le travail du sol n’est plus nécessaire. Il est réalisé par les organismes vivants qui y prospèrent. Le plus délicat réside dans la transition entre les deux phases pendant laquelle la compaction et le salissement des parcelles sont des problèmes dont les solutions sont à planifier sur plusieurs années.

#### Effet de bordure

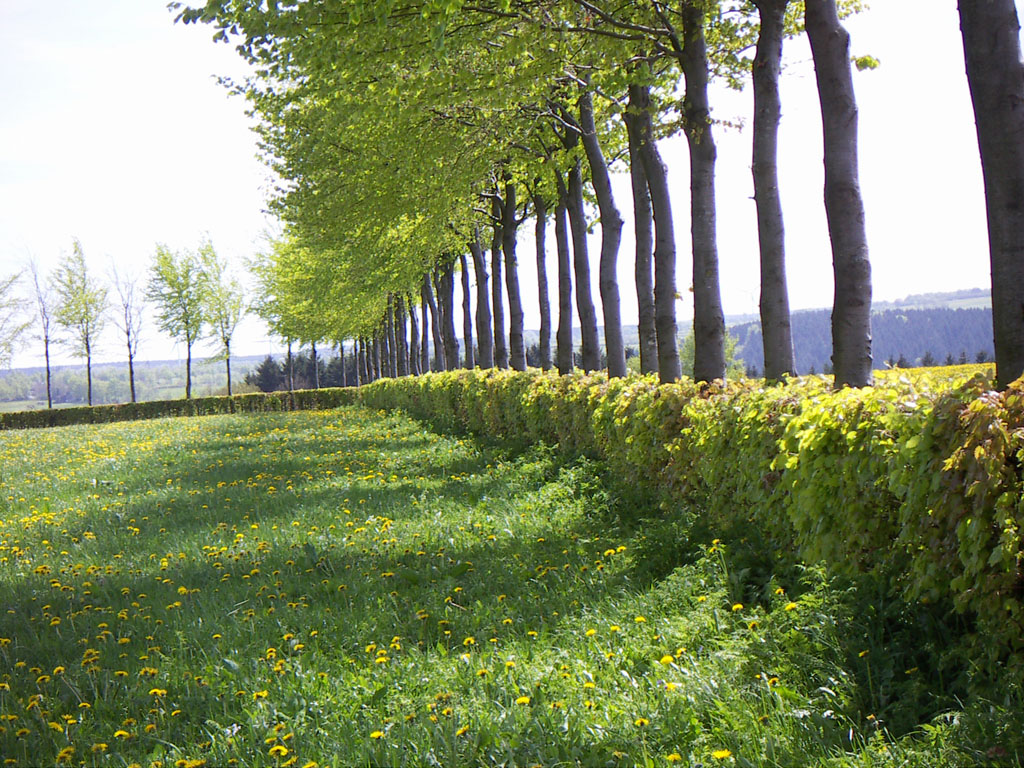
Haie de hêtres dans la région de l'Eifel en Allemagne.

Avec l'émergence de l'écologie, ont été analysés de plus en plus finement les effets de frontière écologique. La zone de transition entre deux écosystèmes s'appelle un écotone. Pour un permaculteur, cette bordure entre deux écosystèmes est un lieu privilégié, plus riche en biodiversité et en interactions. En cela, c'est un lieu dont le potentiel productif est notable. L'implantation de haies (bocagères ou non) qui font l'interface entre la forêt et la parcelle cultivée, de plans d'eau qui disposent d'une interface entre l'eau et le sol sont particulièrement recherchés dans les projets de permaculture. Afin de stimuler ces effets de bordure entre écosystèmes, les permaculteurs cherchent régulièrement à maximiser ces zones d'échanges en leur donnant des formes ondulantes ou arrondies.

#### Plantes vivaces
Les plantes vivaces sont souvent utilisées dans les conceptions permaculturelles. Puisqu’elles n’ont pas besoin d’être replantées chaque année, elles ont généralement besoin de moins de maintenance et de fertilisants. Elles sont importantes surtout dans les zones extérieures et dans les systèmes à étages.

#### Animaux

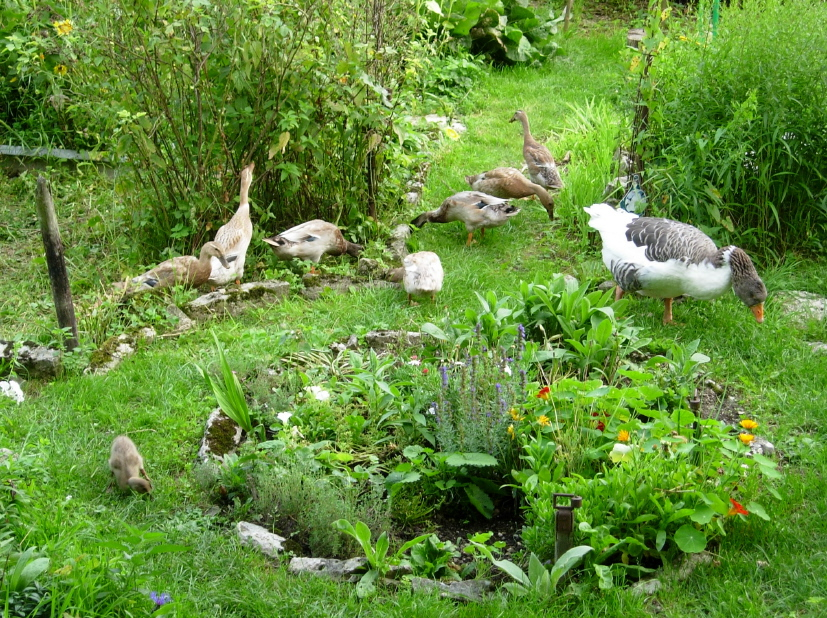
Un principe stratégique de la permaculture est de favoriser les relations de synergie entre humains et animaux ; les canards et les oies, s’ils ne sont pas trop nombreux, ont ici une fonction d’aide au jardinage.

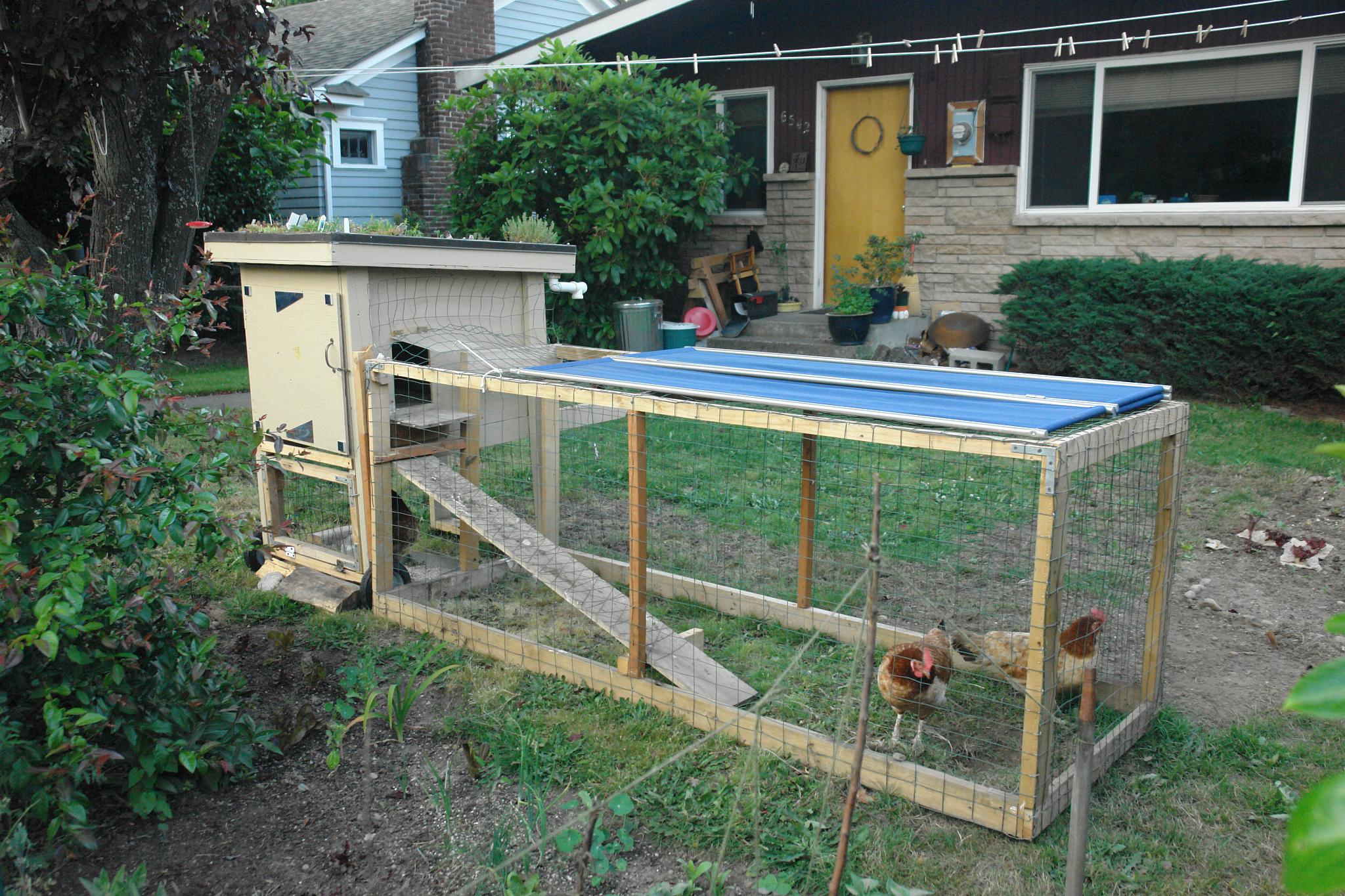
Mini-Poulailler mobile

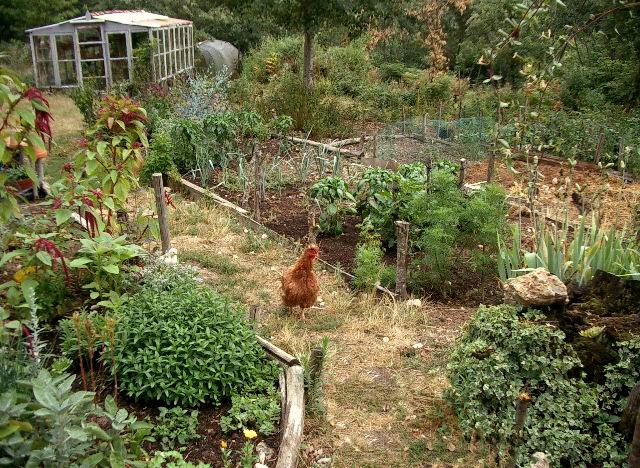
Poulet dans l'allée d'un jardin d'herbes aromatiques

Beaucoup de projets de permaculture utilisent aussi certains animaux (y compris domestiques) pour la gestion, la gestion restauratoire et l'équilibre des milieux de polycultures. Tout écosystème durable a une composante animale. La science a montré que sans la contribution des animaux, l'intégrité écologique diminue ou disparaît.[source insuffisante]
Les vers de terre fabriquent, entretiennent et aèrent le sol (tant qu'il n'est pas trop acide, trop chaud ou trop froid),.
Des animaux consommateurs d'insectes ou de limaces et escargots (de la coccinelle, à la grive en passant par le perce-oreille, la musaraigne, les reptiles et amphibiens, le hérisson, la poule, l'oie, le canard, la dinde, etc.) limitent la prolifération de ces invertébrés déprédateurs.
Des animaux omnivores ou détritivores peuvent nettoyer voire totalement désherber une parcelle à ensemencer (poules, cochons).
Des herbivores tels que lapins, moutons, bovins tondent les herbacées ; les chèvres peuvent débroussailler un sous-bois, élaguer les basses branches ou manger des plantes très invasives telles que la renouée du Japon. Les herbivores valorisent des végétaux autrement non utilisés. Ils peuvent en saison sèche limiter l'évapotranspiration sur les zones non cultivées (allées…).
Tous apportent des excréments riches en fibres et/ou en oligo-éléments assimilables, favorisant le sol, ses plantes et ses champignons.
De la même manière, sous l'eau, les poissons sont complémentaires de cultures aquatiques.
Certains animaux sont des sources possibles de fumier ou d'excréments (bouses, crottins, etc.) mais aussi de viande, laine, plumes, fourrure, etc.
L'intérêt de la présence d'animaux dans le système permacole est lié à leur mode d'alimentation, permettant d'une part un bon recyclage des nutriments, mais aussi une bioturbation, une aération naturelle et un bon drainage du sol, le défrichage ou entretien des « mauvaises herbes » (voir Désherbage par les animaux), la consommation des fruits tombés (avec germination/dispersion des graines parfois), la limitation des ravageurs. Les nutriments sont recyclés par les animaux, transformés à partir d'une forme brute inassimilable (comme l'herbe ou les brindilles) en fumier ou humus plus dense en nutriments.
Des nichoirs ou lieux assimilés peuvent favoriser la faune sauvage près de la culture et dans les arbres. Le lieu (zonage) et le moment d'action de l'animal domestique doivent toutefois être contrôlés (grillage ou poulailler mobile, clôture électrique mobile…). Les animaux ont en outre besoin d'eau et de plus d'attention quotidienne que les plantes.

#### Énergie

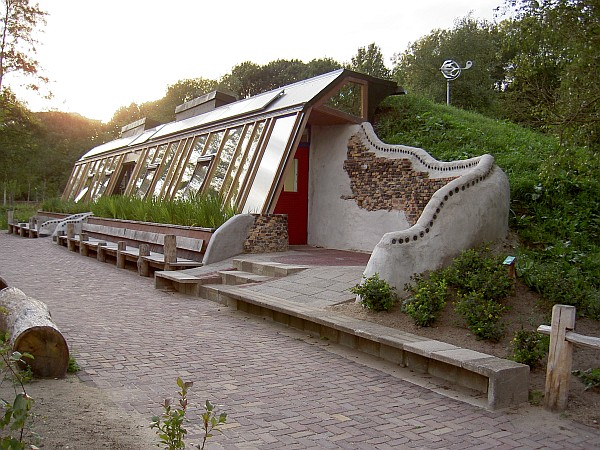
Maison autonome des énergies fossiles (type géonef), construite avec les matériaux récupérés et recyclés à Zwolle, Pays-Bas.

Appliquer les valeurs de la permaculture signifie utiliser moins de sources d’énergie non renouvelable, en particulier les formes dérivées du pétrole. Brûler des combustibles fossiles contribue à l’effet de serre et au réchauffement climatique. La permaculture appliquée à l’agriculture a pour vocation de créer un système renouvelable qui ne dépend que d’une quantité minimale d’énergie. L’agriculture traditionnelle préindustrielle était intensive en termes de travail, et l’agriculture industrielle est intensive en termes d’énergies fossiles. La permaculture agricole est quant à elle intensive en matière grise ; c'est une manière de travailler plus en phase avec la nature. L’énergie utilisée doit de préférence provenir de ressources renouvelables comme le vent, le solaire passif, ou les biocarburants.
Un bon exemple est la serre poulailler. En accolant le poulailler à une serre solaire, on réduit le besoin de chauffer la serre avec des énergies fossiles, car la serre est réchauffée par le métabolisme des poulets. On utilise également leurs déchets (plumes, déjections, chaleur, grattage du sol) pour diminuer le travail : les déjections fertilisent, les plumes forment l'équivalent d'un paillis, la chaleur diminue la quantité d’énergie à apporter pour garder une température voulue, le grattage permet de se débarrasser des mauvaises herbes et des insectes. Dans une production en batterie, tous ces sous-produits sont considérés comme des déchets, toute l’énergie étant concentrée sur la production d’œufs.

### Villes

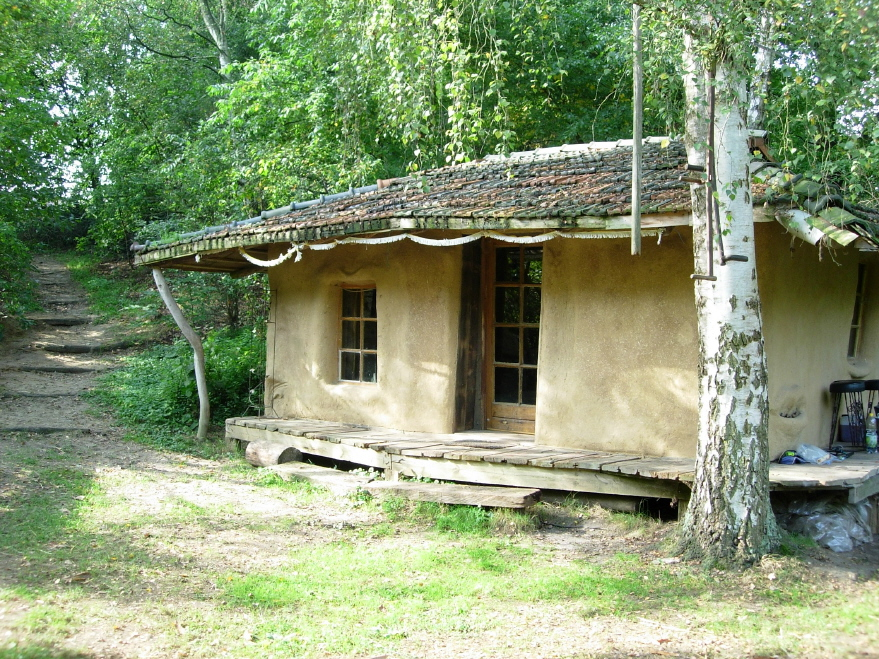
Maison construite avec des bottes de paille couvertes d'argile, à Swalmen (Pays-Bas) ; les murs sont biodégradables et produits avec des ressources locales, à très faible empreinte écologique.

Le mouvement des villes en transition a été initié par le permaculteur Rob Hopkins, tout d'abord en 2005 en Irlande, avec les étudiants de l'université de Kinsale, puis en 2006 dans la ville anglaise de Totnes. L'initiative des villes en transition vise à créer des communautés résilientes face à la triple menace du pic pétrolier, du dérèglement climatique et d'une crise économique mondiale. En France, la youtubeuse Ophélie Damblé (Ophélie - Ta mère Nature), fait la promotion de la permaculture en agriculture urbaine.

### Économie
Un des principes de base est d’augmenter la valeur des productions existantes. Chaque projet doit donc inclure des considérations économiques, maintenir l’équilibre écologique, et assurer que les personnes travaillant sur le projet soient satisfaites et justement rémunérées.
L’économie de la communauté nécessite un équilibre entre les trois aspects que comprend une communauté : la justice, l’environnement et l’économie, aussi appelée le triple facteur décisif (écologique - économique - éthiques). Un marché coopératif de paysans serait un bon exemple d’une telle structure. Les agriculteurs sont les travailleurs et les propriétaires. De plus, toute l’économie est pondérée par son écologie. Aucun système économique ne peut exister indépendamment de son écosystème ; par conséquent tous les coûts externes doivent être pris en compte quand on parle d’économie.
Les Amap (association pour le maintien de l'agriculture paysanne) peuvent aussi être considérées comme des approches ou ébauches existantes de telles structures.

## Forêt nourricière (jardin-forêt)
On retrouve maintenant plusieurs forêts nourricières notamment au Québec,,,. Celle-ci peuvent faire partie d'aménagement urbain comme dans le cas de la forêt nourricière de l'Université du Québec à Chicoutimi, ou davantage commercial comme dans le cas des vergers de permaculture de miracle farm,. Les forêts nourricières suivent généralement les principes de permaculture.

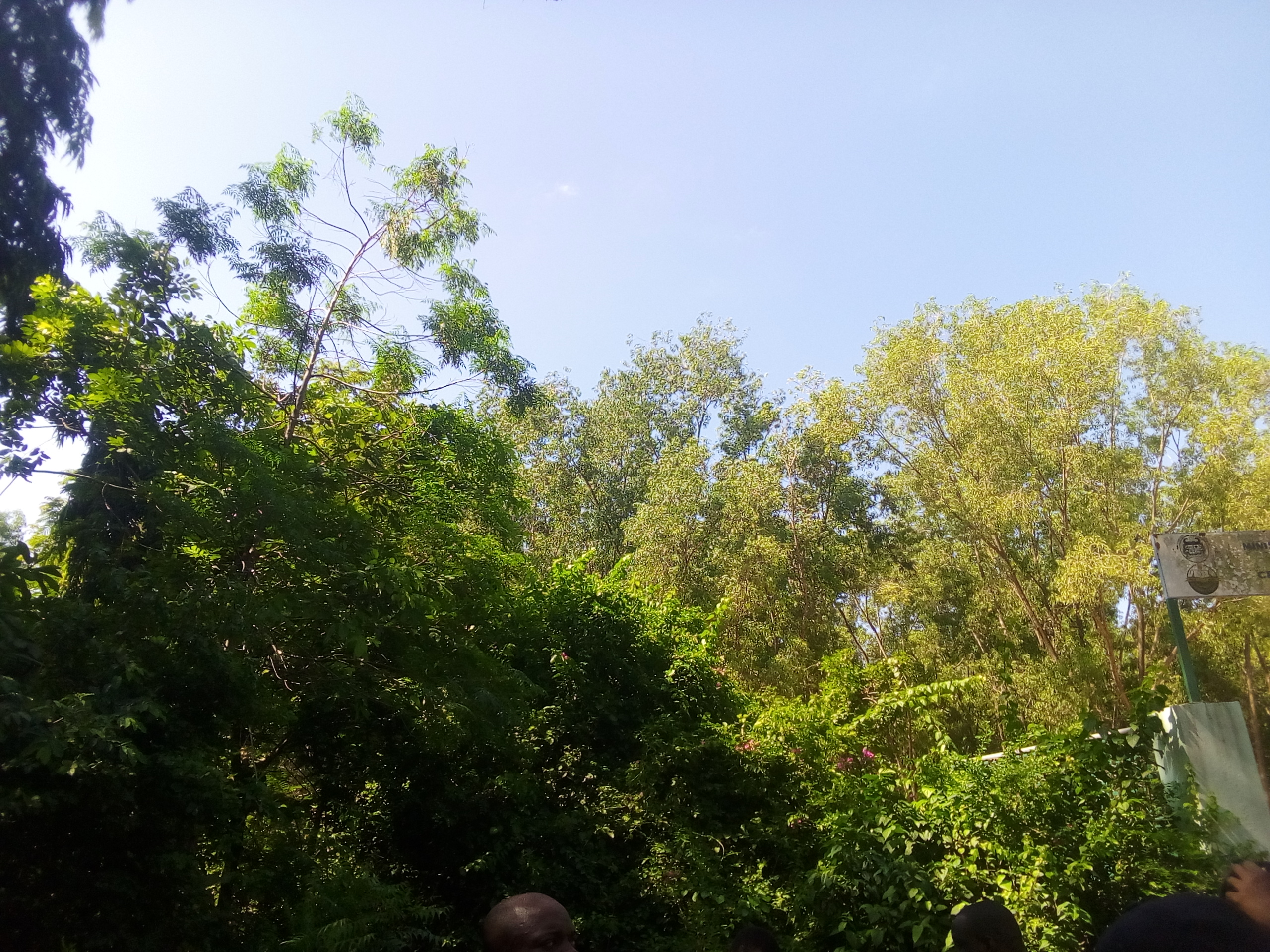
Forêt nourricière de l'Université du Québec à Chicoutimi.

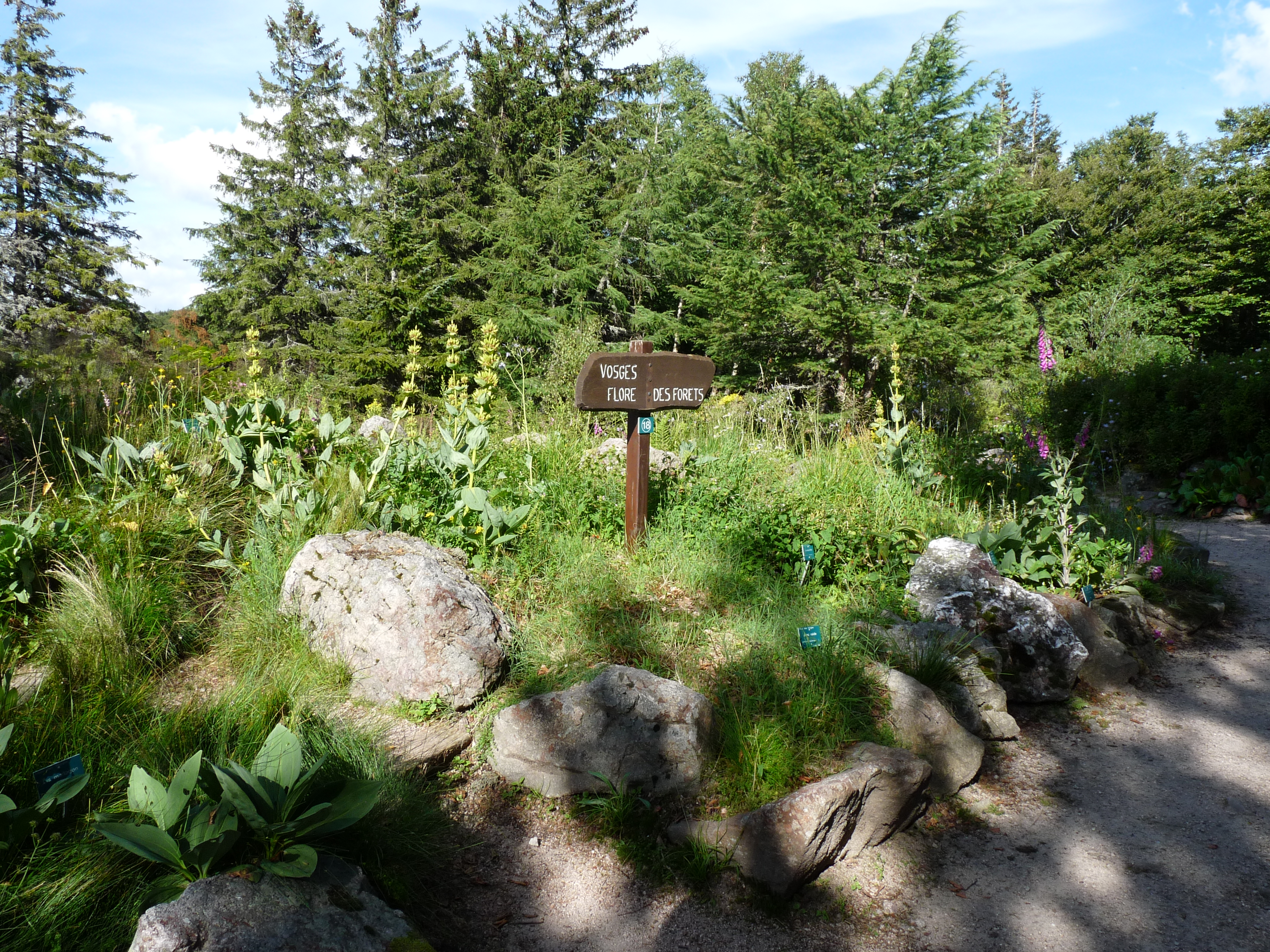
Jardin-forêt en altitude de Vosges-Flore.

## Droits d'auteur et marque déposée
Pendant longtemps Bill Mollison a prétendu avoir les droits d'auteur sur le mot permaculture, et ses livres affirmaient sur la page de copyright « Le contenu de ce livre et le mot permaculture sont protégés par copyright ». Ces déclarations ont été acceptées au pied de la lettre au sein de la communauté permaculturelle. Finalement Mollison a reconnu qu'il s'était trompé et qu'il n'existe pas de protection du droit d'auteur sur le mot et l'idée de permaculture.
En 2000, l'institut de permaculture de Mollison des États-Unis a cherché à déposer une marque pour le mot permaculture, lorsqu'il est utilisé dans les services éducatifs tels que des cours, séminaires ou ateliers. La marque déposée aurait permis à Mollison et à ses deux instituts de permaculture (un aux États-Unis et un en Australie) de définir des lignes directrices exécutoires sur la façon dont la permaculture pourrait être enseignée, et qui pourrait l'enseigner, en particulier pour son cours certifié de permaculture. Ce dépôt a échoué et a été abandonné en 2001. Toujours en 2001, Mollison a tenté de déposer une marque en Australie pour les termes « cours certifié de permaculture » et « conception permaculturelle ». Ces demandes ont été toutes les deux retirées en 2003. En 2009, il a fait la même tentative pour ses deux livres Permaculture - A Designer's Manual et Introduction to Permaculture. Ces demandes ont été retirées en 2011. Il n'y a jamais eu de marque déposée du mot permaculture en Australie. En 2013, Olivier Barbié a demandé à déposer la marque permaculture à l'INPI (France) et cette demande a été publiée[pas clair].

## Limites
Le succès médiatique de la permaculture depuis les années 2000, devenu slogan et presque mantra, a donné naissance à un foisonnement de livres, vidéos et formations qui s'en réclament de manière plus ou moins rigoureuse, ainsi qu'à l'idée qu'une poignée de principes simplistes permettraient de révolutionner l'agriculture et de produire comme par miracle des récoltes abondantes avec peu de travail et aucun intrant technique ou chimique. De nombreux exploitants se sont ainsi lancés un peu naïvement dans l'expérience, et en ont souvent éprouvé de manière cruelle les limites de leurs illusions.
Avec l'engouement apparu en France pour la permaculture, de nombreux projets de maraîchage biologique sont nés sur ses principes. Pour autant, une question importante est la viabilité économique de ces projets. En effet, le maraîchage biologique est basé sur une part importante de charges de main d’œuvre, entre 40 et 60 % dans la plupart des fermes, or la permaculture induit le recours à des techniques évitant les méthodes mécanisées (paillage évitant les binages avec tracteur, l'usage de planteuse, de machines de récoltes).
Une étude sur ce point a été menée à la Ferme du Bec-Hellouin par l'INRA et AgroParisTech entre décembre 2011 et mars 2015, qui semble montrer qu'une viabilité économique est possible, mais très éloignée des « recettes miracles » qu'on entend souvent sur internet.
De plus, l'agriculture dépend avant tout du sol et du climat, et aucune recette ne peut fonctionner partout, la culture doit toujours être adaptée à la réalité du terrain. Par exemple, deux ingénieurs reconvertis en permaculteurs dans l'Hérault ont été interviewés sur leur expérience par ReporTerre, et avertissent que « Je me suis rendu compte, en voulant enseigner, que certains principes ne fonctionnaient pas, comme l’idée selon laquelle en permaculture, on aurait moins à travailler pour produire autant qu’en conventionnel. Ou les buttes de culture, que tout le monde veut faire : ici, il fait trop sec, ça ne marche pas ». François Léger, chercheur à AgroParisTech et spécialiste de l’agroécologie, renchérit : « Ce sont des principes d’action, pas des “trucs et astuces” pour réussir son potager. Si vous vous contentez de faire des buttes et des associations de culture sans penser la gestion de l’eau ou l’autonomie en termes de matière organique, ça risque en effet d’échouer ». Selon lui, pas de miracle à attendre : « On n’a pas de résultats aussi mirobolants qu’en conventionnel, mais on a plus de garanties de sortir des revenus raisonnables », c'est-à-dire que les fermes permacoles sont peut-être moins profitables, mais plus résilientes.

## Critiques
Linda Chalker-Scott, professeure associée d’horticulture et d’architecture du paysage à l’université d'État de Washington, reproche un manque de rigueur scientifique à la permaculture et soulève le problème de l'utilisation d'espèces envahissantes,.
Nick Romanowki critique les méthodes et rendements en aquaculture proposés par Bill Mollison dans ses livres Sustainable Freshwater Aquaculture et Farming in ponds and dams.
Peter Harper, du Centre for Alternative Technology (Pays de Galles), met en garde contre un mouvement idéologique qui se développe à côté d'une permaculture tentant de résoudre les problèmes liés à l'agriculture de manière scientifique, sans dogmatisme et sans idéalisme excessif.
Christophe Gatineau, permaculteur, auteur de livres sur l'agriculture, met également en évidence dans ses études un point qui éloigne la permaculture de ses fondements, à savoir le développement durable, s'appuyant sur l'agriculture plus que sur l'économie et prenant en compte le souci des générations futures et de la biosphère.